# (50) Виргиния
(50) Виргиния (лат. Virginia) — астероид главного пояса, который был открыт 4 октября 1857 года американским астрономом Джеймсом Фергюсоном в старой военно-морской обсерватории США и назван в честь Виргинии, героини одной из легенд Древнего Рима. Впрочем, есть вероятность, что астероид был назван и в честь американского штата.

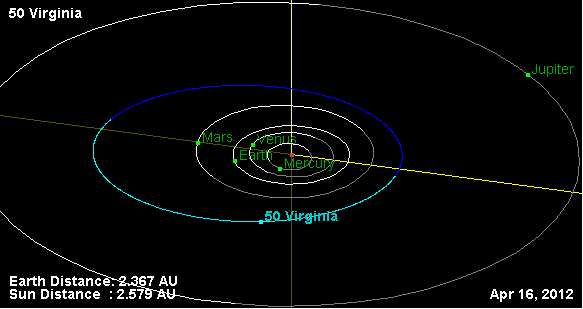
Орбита астероида Виргиния и его положение в Солнечной системе

Примерно в это же время, 19 октября 1857 года, независимо от Джеймса Фергюсона этот астероид открыл немецкий астроном Карл Лютер.
Японский инфракрасный спутник Akari выявил наличие на Виргинии гидратированных минералов.